# Annette-von-Droste-Hülshoff-Gymnasium (Münster)
Das Annette-von-Droste-Hülshoff-Gymnasium liegt im Zentrum der westfälischen Stadt Münster und wird zurzeit von 1139 Schülern besucht.

## Geschichte
Die Gründung der Schule fand im Jahre 1690 durch ein Fräulein (demoiselle) de la Branche statt. Sie war zu diesem Zeitpunkt die erste Mädchenschule der Stadt. Zwar wurde bereits 1658 in Paderborn die erste Mädchenschule in Westfalen von den französischen Chorfrauen von St. Michael gegründet, allerdings handelte es sich hierbei um eine von der katholischen Kirche geleitete Schule. Im Gegensatz dazu war die Demoisellen-Schule, wie das Gymnasium zum Zeitpunkt der Gründung hieß, die erste weltliche, privat von Bürgern finanzierte Mädchenschule in ganz Westfalen.
Im Jahr 1921 ging die Schule in die städtische Trägerschaft über und trägt seitdem den Namen der Dichterin Annette von Droste-Hülshoff. Seit 1975 ist die Schule koedukativ.

## Schwerpunkte der Arbeit
Im Rahmen des Sprachenprofils der Schule werden folgende Fremdsprachen als reguläre Unterrichtsfächer unterrichtet:
Englisch (ab Klasse 5), Spanisch (ab Klasse 5, 6, 8 bzw. Jgst. 10), Französisch, Latein (ab Klasse 6, 8 bzw. Jgst. 10), Chinesisch (ab Jgst. 10). Zusätzlich können in der Sekundarstufe II im Bereich Fremdsprachen international anerkannte Zusatzqualifikationen (DELF-DALF-Programm, DELE-Zertifikat, Cambridge-Zertifikate, English for Business-Zertifikate) erworben werden.
Ein weiterer Schwerpunkt der inhaltlichen Arbeit der Schule liegt im mathematisch-naturwissenschaftlichen Bereich. Aufgrund des besonderen naturwissenschaftlichen Profils ist das Annette-von-Droste-Hülshoff-Gymnasium Mitglied des Vereins mathematisch-naturwissenschaftlicher Excellence-Center an Schulen e. V. (MINT-EC). Der sozialwissenschaftliche Bereich kooperiert mit dem Institut für Ökonomische Bildung der Westfälischen Wilhelms-Universität und erhält so eine wissenschaftliche Begleitung sowie Impulse im Rahmen von aktuellen Forschungsergebnissen.
Weiterhin besteht eine enge Kooperation mit dem Ruderverein Münster von 1882 e. V. Das Annette-von-Droste-Hülshoff-Gymnasium nimmt dabei die Position als Partnerschule des Leistungssports ein und kann zudem neben den eigenen Booten auf den Bootspark des Rudervereins zurückgreifen.

## Partnerschulen
Das Annette-von-Droste-Hülshoff-Gymnasium pflegt Partnerschaften mit mehreren Schulen in insgesamt fünf Ländern, mit denen regelmäßig ein Schüleraustausch stattfindet. Die älteste Partnerschaft besteht mit der 1698 gegründeten Mädchenschule Grey Coat Hospital in London. Bereits 1947 fand ein erster Schüleraustausch statt und seit 1952 besteht eine Schulfreundschaft. Weitere Partnerschulen in England sind die Westcliff High School For Boys, mit der 1981 ein erster Schüleraustausch erfolgte, sowie seit 1995 die Southend High School For Girls 1995, beide in Southend-on-Sea gelegen. Erst seit 2007 besteht ein Schüleraustausch mit der St. Thomas More High School in Southend-on-Sea, bei der die Schüler als Besonderheit ein etwa zehntägiges Betriebspraktikum absolvieren.
Partnerschulen in Frankreich sind das Collège St. Dominique sowie das Collège Sainte Marie in Rouen, das Collège La Guyonnerie in Bures-sur-Yvette sowie das Lycée de la Communication in Metz. Die spanische Partnerschule ist das I.E.S. Monte das Moas in A Coruña. Seit Ende der 1980er Jahre findet ebenfalls ein Schüleraustausch mit der polnischen Schule I. Liceum in Dąbrowa Górnicza statt. Im Jahre 2009 fand erstmals ein Schüleraustausch mit der National Fengshan Senior High School auf Taiwan statt.

## Auszeichnungen
Für die individuelle Förderung sowohl besonders begabter wie leistungsschwacher Schüler erhielt die Schule im Jahr 2007 vom Schulministerium das „Gütesiegel Individuelle Förderung“. Im April 2010 wurde der Schule der „Erste Schulpreis NRW für Begabtenförderung“ von der Stiftung Bildung zur Förderung Hochbegabter und der Landesvereinigung der Unternehmensverbände Nordrhein-Westfalen verliehen. Außerdem ist das Annette-von-Droste-Hülshoff-Gymnasium eine Europaschule.
Das Annette-von-Droste-Hülshoff-Gymnasium wurde für 2018 von der Robert Bosch Stiftung mit dem zweiten Platz beim deutschen Schulpreis ausgezeichnet und zu einer der sechs besten Schulen in Deutschland gewählt.

## Persönlichkeiten

### Bekannte Schüler
- Mareile Flitsch (* 1960), Ethnologin und Sinologin
- Johanna Pelizaeus (1824–1912), Pädagogin und Lehrerin
- Daniela Reichert (* 1987), Schauspielerin
- Melanie Reichert (* 1987), Schauspielerin

### Bekannte Lehrer
- Manfred Balkenohl (* 1936), katholischer Theologe
- Katharina Elliger (1929–2019), Autorin
- Lothar Heiser (1934–2022), Ostkirchenkundler